# Otto Binge
Otto Binge (19 mai 1895 à Cottbus – 18 juillet 1982) était un SS-Standartenführer (Colonel) dans la Waffen-SS durant la Seconde Guerre mondiale.

Il a commandé la 4e division SS Polizei Panzergrenadier Division et la 17e Panzer grenadier division SS Götz von Berlichingen.
Il était inscrit à la SS sous le numéro 405 841.

## Promotions
- SS-Sturmbannführer le 1er novembre 1941
- SS-Obersturmbannführer le 5 janvier 1942
- SS-Standartenführer der Reserve le 20 avril 1944

### Littérature
- (en) Mark C Yerger, Waffen-SS Commanders : The Army, Corps and Divisional Leaders of a Legend : Augsberger to Kreutz, Atglen, PA, Schiffer Publishing, 1997, 352 p. (ISBN 978-0-7643-0356-2, LCCN 97067426)

### Sources
- (en) Cet article est partiellement ou en totalité issu de l’article de Wikipédia en anglais intitulé « Otto Binge » (voir la liste des auteurs).